# Paddle

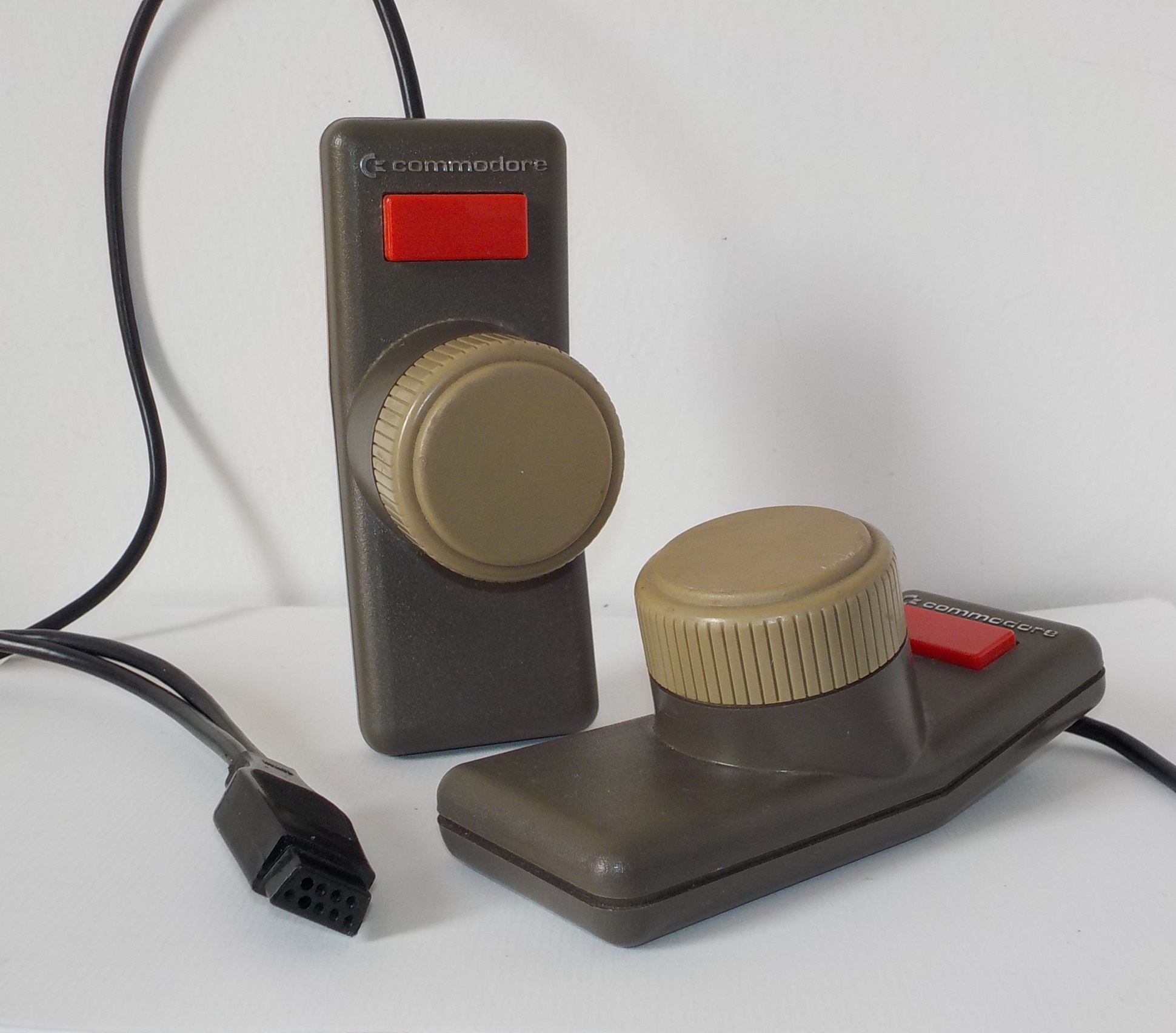
Primo modello di paddle della Commodore

Il paddle o la paddle è una periferica per videogiochi, formata da una manopola che controlla in modo continuo una posizione lungo un asse, e da uno o più pulsanti. Già le prime console e i primi home computer potevano essere accessoriati con le paddle oltre che con i joystick e alcuni videogiochi erano fatti appositamente per essere giocati con le paddle.
Diversi videogiochi storici degli anni settanta sono controllati con la paddle, e il primo a usarle fu proprio il celebre PONG. Il nome paddle, che significa letteralmente "paletta", deriva appunto da PONG, che è ispirato al tennis tavolo le cui racchette in inglese sono comunemente chiamate paddle. La periferica finì per prendere il nome di ciò che muoveva sullo schermo.

## Originali
Nelle prime paddle, la manopola è accoppiata meccanicamente a un potenziometro, che genera una tensione elettrica proporzionale all'angolo di rotazione. Si tratta quindi di un trasduttore di posizione angolare assoluto. In ogni momento la circuiteria interna della paddle può misurare la tensione e ricavare l'angolo, che viene trasmesso via cavo al computer in formato digitale. 
La rotazione è limitata, c'è un angolo massimo sia a destra che a sinistra oltre il quale la manopola non gira più, in genere il campo totale è inferiore a 360°.
Molti modelli di paddle esistono solo a coppie, perché entrambe le paddle si collegano con un unico connettore dal quale partono i due cavi.
Nei linguaggi BASIC del passato esiste un apposito comando per leggere la posizione della paddle: di solito si tratta della funzione PDL(n) che restituisce lo stato della paddle n-esima, rappresentato da un intero a 16 bit dove l'angolo di rotazione è rappresentato dal valore 0-255 dei primi 8 bit, mentre gli altri bit descrivono lo stato dei pulsanti.

## Evoluzione

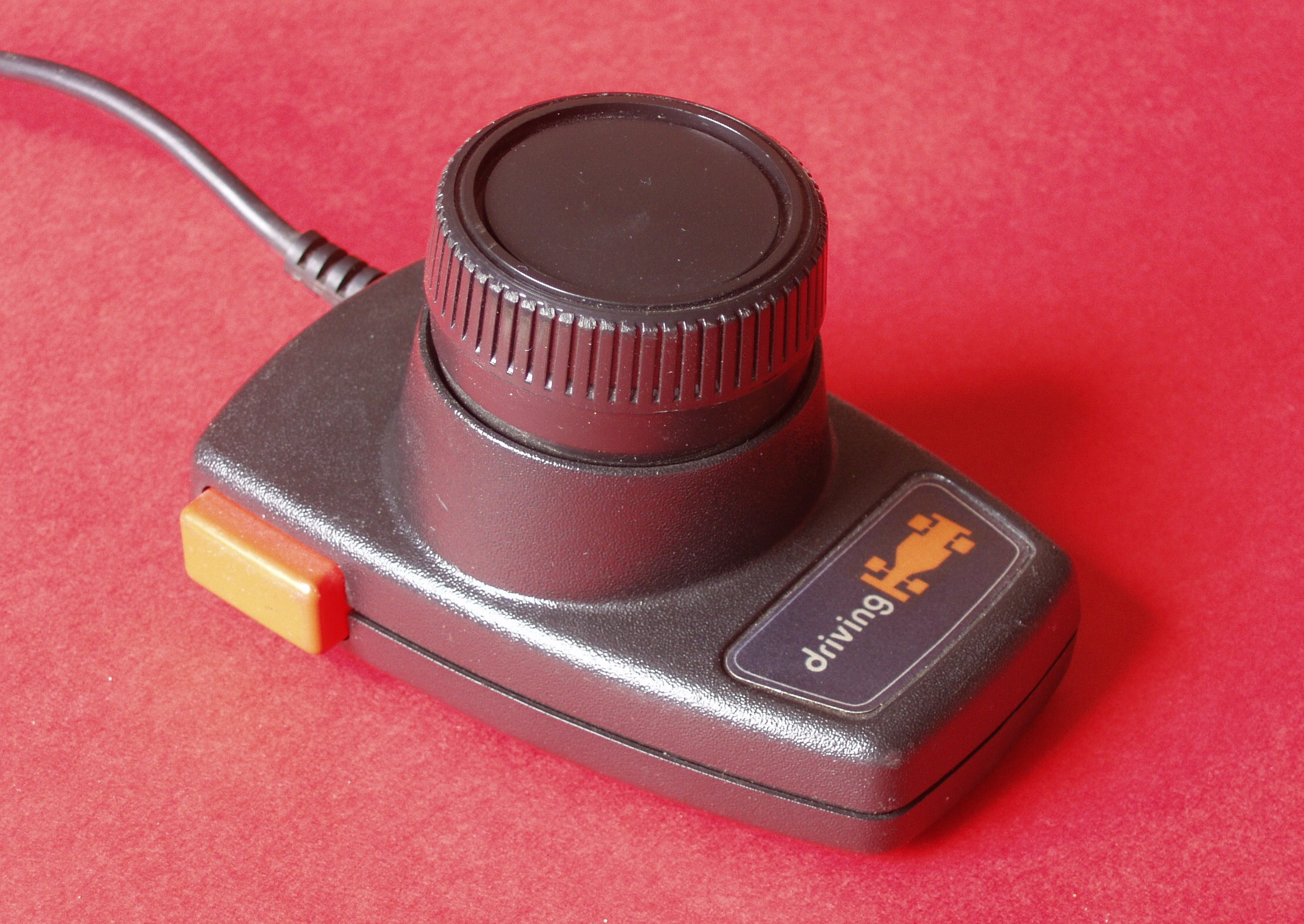
Paddle incrementale per Atari 2600

Esistono anche modelli con trasduttori incrementali, ovvero che misurano la differenza di angolo di rotazione rispetto a una posizione precedente. Non sono propriamente paddle ma spinner. Le manopole di questi modelli possono girare illimitatamente, ma per conoscere la posizione assoluta è necessario tener traccia di tutti i movimenti relativi. Praticamente sono equivalenti a mouse o trackball con un solo asse.
Oggigiorno i modelli con potenziometro non sono praticamente più utilizzati, perché sono maggiormente soggetti all'usura e necessitano di sensori analogici più costosi, non convenienti rispetto ai trasduttori incrementali che invece misurano direttamente in digitale. Già Arkanoid (1986) usa un controller di questo tipo, nonostante il campo di movimento sia limitato.